# Rally Saturnus
Rally Saturnus je avtomobilistična dirka, ki od leta 1978 poteka v okolici Ljubljane in v Zasavju. Prvič se je odvijal v noči s 14. na 15. oktober 1978 v organizaciji AMD Slovenija avto in pod sponzorstvom tovarne Saturnus, ki je na dirki preizkušala avtomobilske žaromete lastne izdelave. Leta 1981 je rally dobil mednarodni status, štiri leta za tem pa je bil prvič del evropskega prvenstva v rallyju. Najuspešnejši dirkači so Franz Wittmann, Brane Küzmič ter Václav Pech z vsak po štirimi zmagami, med sovozniki pa Jorg Pattermann s sedmimi zmagami.

## Zmagovalci
| Leto | Dirkač             | Sovoznik          | Dirkalnik                  |
| ---- | ------------------ | ----------------- | -------------------------- |
| 1978 | Brane Küzmič       | Marjan Ravnikar   | BMW 2002tii                |
| 1979 | Brane Küzmič       | Dušan Bastar      | BMW 2002tii                |
| 1980 | Stojan Pirjevec    | Srečko Pirjevec   | Zastava 101                |
| 1981 | Antonio Zanussi    | Roberto Fassina   | Porsche 911 SC             |
| 1982 | Gerhard Kalnaj     | F. Hinterleitner  | Opel Ascona 400            |
| 1983 | Brane Küzmič       | Rudi Šali         | Renault 5 Turbo            |
| 1984 | Brane Küzmič       | Rudi Šali         | Renault 5 Turbo            |
| 1985 | Graziano Quartesan | Pierro Vianello   | Porsche 911 SC             |
| 1986 | Rolf Petersen      | Andre Bockelmann  | Opel Manta 400             |
| 1987 | Andrzej Koper      | Krzysztof Geborys | Renault 11 Turbo           |
| 1988 | Franz Wittmann     | Jörg Pattermann   | Lancia Delta HF Integrale  |
| 1989 | Franz Wittmann     | Jörg Pattermann   | Lancia Delta HF Integrale  |
| 1990 | Georg Fischer      | Thomas Zeltner    | Audi 200 Quattro           |
| 1991 | Christoph Dirtl    | Jörg Pattermann   | Lancia Delta HF Integrale  |
| 1992 | Franz Wittmann     | Jörg Pattermann   | Toyota Celica Turbo 4WD    |
| 1993 | Franz Wittmann     | Jörg Pattermann   | Toyota Celica Turbo 4WD    |
| 1994 | Kurt Goetlicher    | Michael Moser     | Ford Escort RS Cosworth    |
| 1995 | Willy Stengg       | Michael Moser     | Ford Escort RS Cosworth    |
| 1996 | Willy Stengg       | Jorg Patermann    | Ford Escort RS Cosworth    |
| 1997 | Kris Rosenberger   | Sigi Schwarz      | Toyota Celica GT Four      |
| 1998 | Raphael Sperrer    | Christina Horner  | Renault Megane Maxi        |
| 1999 | Achim Mortl        | Jörg Pattermann   | Subaru Impreza WRC         |
| 2000 | Darko Peljhan      | Miran Kacin       | VW Golf IV Kit Car         |
| 2001 | Tomaž Jemc         | Matjaž Korošak    | Ford Escort WRC            |
| 2002 | Mitja Klemenčič    | Jernej Korpar     | Mitsubishi Lancer EVO5     |
| 2003 | Radim Špurek       | Ljubomir Dratva   | MItsubishi Lancer EVO6     |
| 2004 | Andrej Jereb       | Miran Kacin       | Subaru Impreza N10         |
| 2005 | R. Baumschlager    | Ruben Zeltner     | Mitsubishi Lancer EVO8     |
| 2006 | Andrej Jereb       | Miran Kacin       | Subaru Impreza N12         |
| 2007 | Tomi Cilenšek      | Gregor Brešer     | Subaru Impreza N10         |
| 2008 | Václav Pech        | Peter Uhel        | Mitsubishi Lancer EVO9     |
| 2009 | Václav Pech        | Peter Uhel        | Mitsubishi Lancer EVO9     |
| 2010 | Václav Pech        | Peter Uhel        | Mitsubishi Lancer EVO9     |
| 2011 | Václav Pech        | Peter Uhel        | Mitsubishi Lancer EVO9     |
| 2012 | Aleks Humar        | Florjan Rus       | Škoda Fabia S2000          |
| 2013 | Aleks Humar        | Florjan Rus       | Renault Clio R3            |
| 2014 | Herman Gassner jr. | Ursula Mayrhofer  | Mitsubishi Lancer EVO10 R4 |
| 2015 | Rok Turk           | Blanka Kacin      | Peugeot 208 T16 R5         |